# Linnaaluste
Linnaaluste – wieś w Estonii, prowincji Rapla, w gminie Kehtna. Na północny wschód od wsi znajdują się źródła rzeki Vigala.